# Preko ograde
Preko ograde je računalo-animirani film iz 2006. godine animacijskoga studija DreamWorks Animation. Redatelji filma su Tim Johnson i Karey Kirkpatrick, a producent Bonnie Arnold. Film je realiziran u SAD-u 19. svibnja 2006. Distribucijska kuća je Paramount Pictures. Glasove su posudili u originalnoj verziji Bruce Willis, Garry Shandling, Steve Carell, William Shatner, Wanda Sykes, Nick Nolte i Avril Lavigne.

## Uloge i hrvatska sinkronizacija
| Ime           | Hrvatska verzija  | Engleska verzija    |
| ------------- | ----------------- | ------------------- |
| Jura          | Rene Bitorajac    | Bruce Willis        |
| Stanko        | Ljubomir Kerekeš  | Garry Shandling     |
| Vjeko         | Dražen Bratulić   | Steve Carell        |
| Ozren         | Ranko Tihomirović | William Shanter     |
| Mima          | Jasna Bilušić     | Catherine O'Hara    |
| Luka          | Krešimir Mikić    | Eugene Levy         |
| Stela         | Ana Begić         | Wanda Sykes         |
| Gladys Končar | Jadranka Đokić    | Allison Janney      |
| Tigar         | Mario Krnić       | Omid Djalili        |
| Dado Tornado  | Siniša Ružić      | Thomas Haden Church |
| Hana          | Renata Sabljak    | Avril Lavigne       |
| Viktor        | Robert Ugrina     | Nick Nolte          |

Ostali glasovi:
- Ahmed Abdel Rahim
- Helena Avilov
- Krunoslav Belko
- Davor Bradač
- David Jakovljević
- Dan Kanceljak
- Jurica Patalen
- Višnja Šikić
- Luka Šikić
- Lara Škrinjar
- Mia Škrinjar
- Ranko Tihomirović
- Ivana Vlkov Wagner
- Roman Wagner

- Sinkronizacija: Duplicato Media d.o.o.
- Režija sinkronizacije: Ivana Vlkov Wagner
- Prijevod i adaptacija dijaloga: Ivanka Aničić

## Vanjske poveznice
- (engl.) Preko ograde - službene stranice
- (engl.) Preko ograde u internetskoj bazi filmova IMDb-a
- (engl.) Preko ograde na Rotten Tomatoes
- (engl.) Preko ograde na Box Office Mojo